# Hilliard Lyle
Hilliard Lyle (Allenford, 21 dicembre 1879 – Beaverlodge, 21 maggio 1931) è stato un giocatore di lacrosse canadese, vincitore di una medaglia d'oro nel lacrosse maschile a squadre ai Giochi della III Olimpiade.

## Palmarès
In carriera ha conseguito i seguenti risultati:
- Giochi olimpici

Saint Louis 1904: oro nel lacrosse maschile a squadre.